# Parapseudoleptomesochra
Parapseudoleptomesochra är ett släkte av kräftdjur som beskrevs av Lang 1965. Parapseudoleptomesochra ingår i familjen Ameiridae.
Kladogram enligt Catalogue of Life och Dyntaxa:
| Parapseudoleptomesochra | \| \| Parapseudoleptomesochra botosaneanui \| \| \| \| \| \| Parapseudoleptomesochra dubia \| \| \| \| \| \| Parapseudoleptomesochra heruridensis \| \| \| \| \| \| Parapseudoleptomesochra polychaeta \| \| \| \| \| \| Parapseudoleptomesochra pristina \| \| \| \| \| \| Parapseudoleptomesochra reducta \| \| \| \| \| \| Parapseudoleptomesochra subterranea \| \| \| \| \| \| Parapseudoleptomesochra tridens \| \| \| \| \| \| Parapseudoleptomesochra trisetosa \| \| \| \| |
|                         | \| \| Parapseudoleptomesochra botosaneanui \| \| \| \| \| \| Parapseudoleptomesochra dubia \| \| \| \| \| \| Parapseudoleptomesochra heruridensis \| \| \| \| \| \| Parapseudoleptomesochra polychaeta \| \| \| \| \| \| Parapseudoleptomesochra pristina \| \| \| \| \| \| Parapseudoleptomesochra reducta \| \| \| \| \| \| Parapseudoleptomesochra subterranea \| \| \| \| \| \| Parapseudoleptomesochra tridens \| \| \| \| \| \| Parapseudoleptomesochra trisetosa \| \| \| \| |
|                         | Parapseudoleptomesochra botosaneanui |
|                         | |
|                         | Parapseudoleptomesochra dubia |
|                         | |
|                         | Parapseudoleptomesochra heruridensis |
|                         | |
|                         | Parapseudoleptomesochra polychaeta |
|                         | |
|                         | Parapseudoleptomesochra pristina |
|                         | |
|                         | Parapseudoleptomesochra reducta |
|                         | |
|                         | Parapseudoleptomesochra subterranea |
|                         | |
|                         | Parapseudoleptomesochra tridens |
|                         | |
|                         | Parapseudoleptomesochra trisetosa |
|                         | |